# Nowakówka (Kowalów Górny)
Nowakówka – kolonia w Polsce, położona w województwie świętokrzyskim, w powiecie jędrzejowskim, w gminie Wodzisław.
W latach 1975–1998 Nowakówka należała administracyjnie do województwa kieleckiego.
Nowakówka znajduje się na odnowionej trasie Małopolskiej Drogi św. Jakuba z Sandomierza do Tyńca, która to jest odzwierciedleniem dawnej średniowiecznej drogi do Santiago de Compostela.